# هائیت
هائیت یکی از شهرها و جماعت‌های جمهوری تاجیکستان است که در ناحیه رشت (یکی از نواحی تابع جمهوری) قرار دارد و جمعیتی حدود ۹۷۰۰ نفر را در بر می‌گیرد.